# Rizin Fighting Federation
Rizin Fighting Federation (Rizin FF) är en japansk kampsportsorganisation grundat 2015 av PRIDE och DREAMs före detta president Nobuyuki Sakakibara
Den första Rizin FF-galan sändes i nordamerika på Spike TV.

## Ursprung
RIZIN Fighting Federations ursprung var PRIDE (grundat 1997, upplöst 2007) och DREAM Stage Entertainment (grundat 2008, upplöst 2012). PRIDE var en av UFCs ursprungliga konkurrenter, ofta ansett som den bästa MMA-organisationen på planeten. PRIDE fick fram många av MMA:s stjärnor under guldåldern, många som gick vidare till UFC och blev världsmästare och invalda i Hall of Fame. När UFC väl hade köpt PRIDE inlemmades lejonparten av deras kontrakterade utövare med UFC:s egna. Mindre än ett år efter PRIDEs sista tillställning grundades DREAM. De flesta av cheferna och de anställda från PRIDE försökte återskapa filosofin och ambitionen från deras tidigare arbetsplats. Trots att DREAM sjösatte nästan 25 galor från 2008 till 2012 och de gjorde samarbeten och partnerskap med flera av samtidens organisationer så gick organisationen under sommaren 2012.

## Tillkännagivande
På Bellator 142 19 september 2015 tillkännagavs det att Nobuyuki Sakakibara hade kontrakterat en av de mest framgångsrika och kända tungviktarna i hela MMA-världen: PRIDEs före detta tungviktsmästare "The Last Emperor" Fjodor Jemeljanenko för att vara huvudattraktion på hans nyårsshow i Tokyo. Den 8 oktober 2015 höll Nobuyuki Sakakibara en presskonferens och presenterade sin återkomst till MMA-världen i form av en ny organisation: Rizin Fighting Federation. Upplägget de har är att försöka var en federation för existerande organisationer att tävla i och komma fram till vem som är bäst. Inte att konkurrera mot dem med kontraktsklausuler som kräver exklusivitet.
Deras första Grand Prix hade mästare och rankade utövare från Bellator, KSW, Jungle Fight, BAMMA och King of Kings. King Mo representerade Bellator. På plats i arenan vid galan fanns bland andra Scott Coker (Bellators president) och Jon Slusser (Spike TV-chef). Coker uttalade sig vid galan och sa: "His promotion and network were fully committed to supporting RIZIN." Coker fortsatte sedan och sa att för inte länge sen brukade de bästa i världen komma till Japan och tävla fyra, fem gånger on året. Vinnaren av deras första Grand Prix skulle vinna 500 000 USD. De åtta män som fyllde turneringsträdet offentliggjordes 30 november 2015 med ytterligare matcher tillkännagivna strax därpå.
I december 2015 höll Rizin Fighting Federation sin första Rizin World Grand-Prix. En 100-kilos turnering för att kröna "världens bästa fighter". Turneringen spände över två galor, åtta MMA-utövare som möttes i en öppningsrunda och de fyra vinnarna mötte varandra i den slutliga nivån två dagar senare. Den slutliga rundan av turneringen TV-sändes i USA, och  den amerikanske MMA-utövaren Muhammad "King Mo" Lawal vann turneringen.

## Mästare

### MMA
| Herrar        | Herrar                | Herrar                                              | Herrar            | Herrar       |   |
| Viktklass     | Mästare               | Sedan                                               | Tid som mästare   | Titelförsvar |   |
| ------------- | --------------------- | --------------------------------------------------- | ----------------- | ------------ | - |
| Lätt tungvikt | Vakant                | 15 januari 2020, då Jiří Procházka skrev på för UFC | 5 år och 43 dagar | -            |   |
| Fjädervikt    | Saito Yutaka (JPN)    | 21 november 2020 (Rizin 25)                         | 4 år och 98 dagar | 0            |   |
| Bantamvikt    | Kyoji Horiguchi (JPN) | 31 december 2020 (Rizin 26)                         | 4 år och 58 dagar | 0            |   |
| Damer         |                       |                                                     |                   |              |   |
| Viktklass     | Mästare               | Sedan                                               | Tid som mästare   | Titelförsvar |   |
| Atomvikt      | Ayaka Hamasaki (JPN)  | 31 december 2020 (Rizin 26)                         | 4 år och 58 dagar | 0            | 0 |

### Grand Prix vinnare
| MMA                        | MMA                            | MMA                       | MMA                          | MMA              |
| Viktklass                  | Vinnare                        | Tvåa                      | Tillställning                | Datum            |
| -------------------------- | ------------------------------ | ------------------------- | ---------------------------- | ---------------- |
| Tungvikt 2015              | Muhammed "King Mo" Lawal (USA) | Jiří Procházka (CZE)      | Rizin WGP 2015: Part 2 - Iza | 31 december 2015 |
| Öppen viktklass 2016       | Mirko Filipović (CRO)          | Amir Aliakbari (IRN)      | Rizin WGP 2016: Final Round  | 31 december 2016 |
| Bantamvikt 2017            | Kyoji Horiguchi (JPN)          | Shintaro Ishiwatari (JPN) | Rizin WGP 2017: Final Round  | 31 december 2017 |
| Superatomvikt (damer) 2017 | Kanna Asakura (JPN)            | Rena Kubota (JPN)         | Rizin WGP 2017: Final Round  | 31 december 2017 |
| Kickboxning                |                                |                           |                              |                  |
| Viktklass                  | Vinnare                        | Tvåa                      | Tillställning                | Datum            |
| Flugvikt 2017              | Tenshin Nasukawa (JPN)         | Yamato Fujita (JPN)       | Rizin WGP 2017: Final Round  | 31 december 2017 |